# البكيلة
البكيلة وتتكوّن من مطحون القمح المقلي بإضافة السمن والسكر والماء إليها.